# César Cui
Tsézar Antónovich Kiuí (Це́зарь Анто́нович Кюи́), más conocido como César Cui (Vilna, 18 de enero de 1835-San Petersburgo, 24 de marzo de 1918), fue un compositor e ingeniero militar ruso. Formó parte del círculo de Belyayev y Los Cinco, un grupo de compositores combinados con la idea de crear un tipo de música específicamente ruso. Como oficial del ejército imperial ruso, ascendió al rango de ingeniero general (general ingeniero al mando de la ingeniería de combate del ejército imperial ruso), enseñó fortificaciones en academias militares rusas y escribió una serie de monografías sobre el tema.

## Biografía
Cuí era hijo de una mujer noble lituana y un oficial francés que se quedó en Rusia tras la retirada del ejército de Napoleón. La ortografía francesa original de su apellido era "Queuille". Su padre francés, Antoine (Anton Leonardovich) Cui, entró en Rusia durante la invasión francesa de Rusia con el ejército de Napoleón; en 1812 fue herido durante la batalla cerca de Smolensk y tras la derrota se instaló en Vilna. Se casó con una noble mujer local, Julia Gucewicz. Algunas fuentes indican que su padre era el arquitecto lituano Laurynas Gucevičius. Ninguno tenía interés por la música y Cuí aprendió por sí solo la notación musical y el piano. El joven César creció aprendiendo francés, polaco, ruso y lituano. En 1849 recibió algunas lecciones de armonía y contrapunto del compositor polaco Stanisław Moniuszko, quien vivía por entonces en Vilna.
Al año siguiente fue enviado a San Petersburgo e ingresó en la Escuela de Ingeniería. Más tarde asistió a la Academia de Ingeniería Militar y se graduó en 1857, llegando a ser topógrafo y un reconocido experto en fortificaciones militares.
Cuí trabajó toda su vida como ingeniero llegando a ser Teniente General de Ingenieros. En 1878 fue nombrado profesor en la Escuela de Ingeniería y por un tiempo fue el tutor privado del Zar Nicolás II en fortificaciones. Cui finalmente terminó enseñando en tres de las academias militares en San Petersburgo. El estudio de Cui de las fortificaciones obtenidas de una asignación de primera línea durante la guerra ruso-turca de 1877–1878 demostró ser importante para su carrera. Como experto en fortificaciones militares, Cui finalmente alcanzó el rango académico de profesor en 1880 y el rango militar de general en 1906. Sus escritos sobre fortificaciones incluyeron libros de texto que fueron ampliamente utilizados, en varias ediciones sucesivas (véase la Bibliografía más abajo).
En 1864 comenzó a escribir críticas musicales para los periódicos y se hizo conocido en los círculos musicales por su oposición a la música occidental, sobre todo la de Max Reger y la de Richard Strauss. Esto condujo a su asociación con el pequeño grupo de compositores rusos que intentaba crear un estilo musical verdaderamente ruso basado en las ideas nacionalistas de Mijaíl Glinka.
Cuí conoció a Mili Balákirev en 1856 y poco después se hizo amigo de Aleksandr Borodín, Músorgski y Rimski-Kórsakov. Desde entonces mantuvo una cercana relación con el grupo, conocido como el Grupo de Los cinco, cumpliendo sobre todo el rol de propagandista y teórico en los esfuerzos por establecer un idioma musical nacional. Cuí fue la primera persona en publicar un ilustrativo libro sobre música rusa y siguió escribiendo como crítico hasta 1900.
En sus composiciones Cuí fue influido por Balákirev. Mostró mejor talento como miniaturista que como compositor de grandes partituras. Aunque escribió varias óperas, entre ellas El prisionero del Cáucaso (1857), El hijo del mandarín (1859) o La hija del capitán (1911), ninguna fue tan exitosa como otras partituras suyas. La mayor parte de su producción consiste en canciones y pequeñas piezas para piano, pero también compuso música orquestal.
Por lo que se refiere a la consideración actual de Cui como compositor, en las últimas décadas una de sus óperas para niños (de las que compuso cuatro) titulada El Gato con Botas (de Perrault) han alcanzado gran atractivo en Alemania.  A pesar de todo, con independencia del hecho de que más de la música de Cui se ha hecho disponible en años recientes en grabaciones y en nuevas ediciones impresas, su estatus hoy en día en el repertorio es considerablemente pequeño, basado (en Occidente) principalmente en algunas de sus obras para piano y música de cámara (como la pieza para violín y piano llamada Orientale (op. 50, n.º 9)) y una serie de canciones solo. Aunque sus habilidades como orquestador han sido menospreciadas (especialmente por su compatriota Rimski-Korsakov), algunas grabaciones recientes (por ejemplo de su ópera en un acto Fiesta durante la plaga, basada en Pushkin) sugiere que la música dramática de Cui puede ser muy interesante de seguir en relación con este rasgo.

## Música
Las iniciativas de reforma en el campo de la música dramática, en parte bajo la influencia de Dargomyzhsky, en contraposición a las convenciones y banalidades de la ópera italiana, se expresaron en la ópera "William Ratcliffe" (sobre un argumento de Heine), iniciada (en 1861) incluso antes de “El invitado de piedra”. La unidad de música y texto, el cuidadoso desarrollo de las partes vocales, el uso en ellas no tanto de una cantilena (que todavía aparece donde el texto lo requiere), sino de un recitativo melódico, melodioso, la interpretación del coro como exponente. de la vida de las masas, el carácter sinfónico del acompañamiento orquestal - todas estas características, en relación con los méritos de la música, hermosa, elegante y original (especialmente en armonía) hicieron de "Ratcliffe" una nueva etapa en el desarrollo de Ópera rusa, aunque la música de “Ratcliffe” no tiene impronta nacional. El aspecto más débil de la partitura de Ratcliffe fue la orquestación. La importancia de "Ratcliffe", representada en el Teatro Mariinsky (1869), no fue apreciada por el público, quizás debido a la interpretación descuidada, contra la cual protestó el propio autor (en una carta al editor de San Petersburgo Vedomosti), pidiendo al público que no asistiera a las representaciones de su ópera (sobre “Ratcliffe”, véase el artículo de Rimski-Kórsakov en la Gaceta de San Petersburgo del 14 de febrero de 1869 y en la edición póstuma de sus artículos). "Ratcliffe" reapareció en el repertorio sólo 30 (29) años después (en un escenario privado en Moscú). 
Un destino similar corrió "Angelo" (1871-1875, basado en la trama de Victor Hugo), donde los mismos principios operísticos recibieron su plena realización. Representada en el Teatro Mariinsky (1876), la ópera no sobrevivió en el repertorio y sólo se reanudó con algunas representaciones en el mismo escenario en 1910, para conmemorar el 50 aniversario de la actividad compositora del autor. “Angelo” tuvo mayor éxito en Moscú (Teatro Bolshoi, 1901). Mlada (acto 1; ver Borodin) también se remonta a la misma época (1872). Junto a "Angelo" en términos de integridad artística y significado de la música, se puede colocar la ópera "Flibustier" (traducción rusa - "Junto al mar"), escrita (1888-1889) sobre el texto de Jean Richpin e interpretada, sin mucho éxito, sólo en París, en el escenario de la Opera Comique (1894). En música, su texto en francés se interpreta con la misma expresividad veraz como se interpreta el ruso en las óperas rusas de Cui.
En otras obras de música dramática: “Sarraceno” (sobre la trama de “Carlos VII con sus vasallos” de A. Dumas, op. 1896-1898; Teatro Mariinsky, 1899); “Una fiesta en tiempos de plaga” (op. 1900; representada en San Petersburgo y Moscú); “Mlle. Fifi” (op. 1900, basada en una historia de Guy de Maupassant; representada en Moscú y Petrogrado); "Mateo Falcone" (op. 1901, según Merima y Zhukovsky, representada en Moscú) y "La hija del capitán" (op. 1907-1909, Teatro Mariinsky, 1911; en Moscú, 1913) Cui, sin cambiar drásticamente sus principios operísticos anteriores, da (en parte dependiendo del texto) una clara preferencia por la cantilena.
Las obras musicales para niños deberán incluirse en una sección aparte. El compositor creó una serie de obras diversas y variadas para niños, en las que mostró mucha sencillez, ternura, gracia e ingenio:
- óperas: El héroe de las nieves (1905); "Caperucita Roja" (1911); " El gato con botas" (1912); " Iván el tonto " (1913)
- Colección de miniaturas vocales “Trece escenas musicales” (publicada en 1878)
- "17 canciones infantiles", op.73 (1906)
- "17 canciones infantiles más", op.78 (1910)
- "Las últimas 17 canciones infantiles", op. 97 (1915)
- 7 pequeños coros con poemas de Iván Beloúsov, op. 77 (1908).

Después de las óperas, la mayor importancia artística la tienen los romances de Cui (alrededor de 400), en los que abandonó la forma en verso y la repetición del texto, que siempre encuentra expresión veraz tanto en la parte vocal, notable por la belleza de la melodía como por la magistral declamación, y en el acompañamiento, que se distingue por su riqueza, armonía y hermosa sonoridad pianística. La elección de los textos de los romances se hizo con mucho gusto. En su mayor parte son puramente líricos, el área más cercana al talento de Cui; En él logra no tanto el poder de la pasión como la calidez y la sinceridad del sentimiento, no tanto la amplitud del alcance como la gracia y el cuidadoso acabado de los detalles. A veces, en unos pocos compases de un texto breve, Cui ofrece un cuadro psicológico completo. Entre los romances de Cui se encuentran los narrativos, descriptivos y humorísticos. En el último período de su creatividad, Cui se esfuerza por publicar romances en forma de colecciones basadas en poemas del mismo poeta (Rishpin, Pushkin, Nekrasov, el Conde A.K. Tolstoi).
La música vocal y coral incluye alrededor de 70 coros y 2 cantatas: 1) “En honor al 300 aniversario de la Casa Romanov” (1913) y 2) “Tu verso” (1914, letra de I. Grinevskaya), en memoria de M.  Yu.Lérmontov  . En la música instrumental - para orquesta, cuarteto de cuerdas y para instrumentos individuales - Cui no es tan típico, pero en este ámbito escribió: 4 suites (una de ellas - 4 - está dedicada a la señora Mercy d'Argenteau, la gran amiga de Cui, por cuyas obras hizo mucha difusión en Francia y Bélgica), 2 scherzos, una tarantela (hay una brillante transcripción para piano de F. Liszt), “Marche solennelle” y un vals (op. 65). Luego hay 3 cuartetos de cuerda, muchas piezas para piano, violín y violonchelo. En total, el compositor publicó (hasta 1915) 96 obras; este número no incluye óperas ni otras obras (más de 10): por ejemplo, el final de la primera escena de "El invitado de piedra" de Dargomyzhsky (completada según el último testamento de este último).
El talento de Cui es más lírico que dramático, aunque a menudo logra un poder trágico significativo en sus óperas; Es especialmente bueno con los personajes femeninos. El poder y la grandeza son ajenos a su música. Odia todo lo grosero, de mal gusto o banal. Termina cuidadosamente sus composiciones y se inclina más por la miniatura que por las construcciones amplias, por la forma de variación que por la sonata. Es un melodista inagotable, un armonista inventivo hasta el punto de la sofisticación; tiene un ritmo menos variado, tiene un uso poco común de combinaciones contrapuntísticas y no domina completamente los medios orquestales modernos. Su música, que presenta rasgos de gracia francesa y claridad de estilo, sinceridad eslava, vuelo de pensamiento y profundidad de sentimiento, carece, con pocas excepciones, de un carácter específicamente ruso.

## Escritos de Cui sobre música

### Monografías
- Historia literaria de la música para piano. Curso A.G. Rubinstein. 1888-1889. 2da ed. [Historia de la literatura de la música para piano. Un curso de A.G. Rubinstein. 1888-1889. 2ª ed.] San Petersburgo: I. Jurgenson, 1911. (Publicado originalmente en serie en 1889 en ruso: Sessions by A.G. Rubinstein. A Course in the History of the Literature of Piano Music, en Nedelia; en francés: Cours de Literature musicale des oeuvres pour le piano au Conservatoire de San Petersburgo, en L'Art, revue bimensuelle illustree.)
- El anillo de los nibelungos, trilogía de Richard Wagner: un ensayo crítico musical. 2da ed. [El anillo del Nibelung, trilogía de Richard Wagner: un bosquejo músico-crítico. 2ª ed.] Moscú: P. Jurgenson, 1909. (Primera edición monográfica publicada en 1889. Artículos publicados originalmente en 1876 en San Petersburgo Vedomosti bajo el título colectivo The Bayreuth Music Festival.)
- La música en Rusia. París: G. Fischbacher, 1880; rpt. Leipzig: Zentralantiquariat der Deutschen Demokratischen Republik, 1974. (Publicado originalmente en 1878-1880 en Revue et Gazette Musicale de Paris). Edición y traducción italiana "La musica in Russia" de Aldo Ferraris, 2017, Casa Musicale Eco, Monza.
- Romance ruso: un bosquejo de su desarrollo [El romance ruso: un bosquejo de su desarrollo]. San Petersburgo: F. Findeisen, 1896. Traducción al inglés en Classical Essays on the Russian Art Song: 1. The Russian Romance, de Cesar Cui; 2. La canción artística rusa, de Nikolay Findeisen. Nerstrand, Minnesota: James Walker, 1993.

## Escritos de Cui sobre fortificaciones militares
Compilado.
- "Ataque y defensa de fortalezas contemporáneas (una elaboración de este asunto en Prusia)"]. San Petersburgo: Tipo. Dep. Destinos, 1881. (De la colección militar, 1881, núm. 7)
- "Bélgica, Amberes y Brialmont" San Petersburgo: Tipo Dep. destinos, 1882. (De Engineering Journal, 1881, n.º 11)
- Fortificación a largo plazo: un resumen histórico. Curso de arte Mikhailovskaya. académico. [Fortificaciones permanentes: un bosquejo histórico. Un curso de la Academia de Artillería Mikhailovsky] San Petersburgo: 187-?.
- Notas de fortificación de la promoción de cadetes más jóvenes de la Escuela de Ingeniería Nikolaevsky]. San Petersburgo: 186-?
- Un breve resumen histórico de la fortificación a largo plazo. 3., agregar. ed. [Bosquejo histórico conciso de las fortificaciones permanentes. Tercera edición complementada.] San Petersburgo: Tipo. Academia Imperial de Ciencias, 1897. (Primera ed. publicada en 1877).
- Un breve libro de texto sobre fortificación de campos. novena vistas ed. [Libro de texto conciso sobre fortificación de campos. 9ª edición revisada.] San Petersburgo: En Berezovsky, 1903. (1ª ed. titulada: Notas sobre fortificación de campo. Curso de clase junior de Nikolaevsk. Ingeniería y Mikhailovsk. Escuelas de artillería [Notas sobre fortificación de campo. Un curso de la clase más joven de las Escuelas de Ingeniería Nikolaevsky y Artillería Mikhailovsky], 1873; 2ª ed. titulada: Curso de Ingeniería Nikolaevsky, Escuelas de Artillería Mikhailovsky [Fortificación de campo y Escuelas de Caballería Nikolaevsky], 1877.
- Experiencia en la determinación racional del tamaño de las guarniciones de las fortalezas [Ensayo sobre la determinación eficiente de datos sobre las guarniciones de las fortalezas]. San Petersburgo: tipografía. A.E. Landau, 1899.
- "Notas de viaje de un oficial de ingeniería en el teatro de actividades militares en la Turquía europea", San Petersburgo: Tipo. Dep. destinos, 1878. (De Engineering Journal, 1878, núms. 8, 9.)
- "El tamaño de las fortalezas y la modificación de su forma en función de la expansión de la fuerza de los ejércitos"]. San Petersburgo: 1901. (Sociedad de Defensores del Conocimiento Militar, núm. 37, 24 de enero de 1901)
- Libro de texto de fortificación para escuelas de cadetes de infantería. Ed. 2do, ver y adicional [Libro de texto de Fortificación para Escuelas de Cadetes de Infantería. 2ª ed., revisada y complementada]. San Petersburgo: militar. típ., 1899. (1ª ed. publicada en 1892)